# فواز عقل
فواز محمد عبد الرحمن عقل (20 أغسطس 1949-) سياسي وأكاديمي فلسطيني. شغل منصب أمين عام مجلس الوزراء برتبة وزير خلال حكومة رامي الحمد لله الأولى عام 2013، والثانية خلال عام 2014.

## حياته
ولد فواز عقل في بلدة دير استيا عام 1949.درس الإبتدائية والإعدادية في مدرستي ديراستيا والمفرق في عمان، والثانوية في مدرسة حوارة جنوب نابلس، وحصل على شهادة الدبلوم في اللغات من معهد المعلمين في عمان عام 1973، ونال درجة البكالوريوس في اللغة الفرنسية من جامعة بيزانسون في فرنسا عام 1977، ودرجة الماجستير في اللغة الإنجليزية من جامعة نيويورك الحكومية في الولايات المتحدة عام 1978، ودرجة الدكتوراه في تخصص المناهج وطرق تدريس اللغة الإنجليزية من ذات الجامعة عام 1982.
عمل مدرساً للغة العربية في مركز ثقافي جزائري لتعليم اللغة العربية لأبناء الجالية الجزائرية في فرنسا، ثم انتقل للعمل كمساعد باحث في جامعة نيويورك، ومدرسًا للغة الفرنسية والعربية في نفس الجامعة. عاد إلى فلسطين عام 1982 وعمل أستاذاً للغة الإنجليزية في جامعة النجاح الوطنية، وعُيِّن عميدًا لكلية مجتمع النجاح التابعة لجامعة النجاح الوطنية خلال الفترة (1992–1994).
انخرط عقل في فعاليات ثقافية ونقابية وطنية، حيث شغل منصب رئيس فرع الاتحاد العام لطلبة فلسطين في جامعة بيزانسون خلال الأعوام (1975-1977)، وسكرتير العاملين في جامعة النجاح الوطنية عام 1984، وعضواً مؤسساً لرابطة مقاتلي الثورة الفلسطينية القدامى عن حركة فتح عام 1994، وعضو الهيئة الإستشارية لمؤسسة الجريح الفلسطيني عام 1995، وعضو هيئة تأسيسية لمنتدى الرواد ممثلًا عن حركة فتح عام 2006. وتولى خلال ذلك عضوية عدد من اللجان الحكومية الرسمية، فعُيِّن مستشارًا لشؤون مجلس الوزراء في الأمانة العامة برتبة وزيرعام 2014 لمدة ستة أشهر، ثمَّ عاد للتدريس في جامعة النجاح الوطنية، وبعدها انتقل للعمل في جامعة الاستقلال في مدينة أريحا في قسم اللغات عام 2017. وعضو هيئة إدارية لجمعية الهلال الأحمر الفلسطيني خلال العام (2016-2017)، وعضو اتحاد نقابات الجامعات الفلسطينية خلال الأعوام (2005– 2008).

## مؤلفاته
نشر فواز عقل عدد من الكتب منها:
- كتاب بلدة دير استيا.
- كتاب التعليم بين قدح الشرارة وملىء الوعاء 2013.
- كتاب خلجات تربوية 2015.
- ساهم مع آخرين في تأليف عددٍ من الكتب مثل ( كتاب المساعد للبحث العلمي 1985، وكتاب التعلم النشط 2006، وكتاب التعلم التعاوني 2008).